# Giovanni Battista Guadagnini (teologo)
Giovanni Battista Guadagnini (Esine, 22 ottobre 1723 – Cividate Camuno, 22 marzo 1807) è stato un teologo italiano.

## Biografia
Nato ad Esine nel 1723, intraprese la carriera ecclesiastica fino ad essere nominato, nel 1760, arciprete di Cividate Camuno, incarico che conserverà fino alla morte.
Si distinse, già in età giovanile, per i suoi studi storici e teologici, e divenne uno dei maggiori esponenti del movimento giansenista: studioso di teologia dogmatica e morale, di diritto canonico e civile e di storia, cultore di musica e poesia, scrisse un numero rilevante di opere e saggi di cui molte pubblicate e un buon numero ancora inedito. Tra le sue opere più note fuori dall'ambito teologico l'Apologia di Arnaldo da Brescia, pubblicata a Pavia nel 1790.
Vincenzo Gioberti (Il gesuita moderno, Losanna 1846, pp. 422 ss) lo definì "una delle migliori menti del movimento giansenista".